# Bathyphantes helenae
Espèce
Bathyphantes helenae est une espèce d'araignées aranéomorphes de la famille des Linyphiidae.

## Distribution
Cette espèce est endémique de l'île de Sainte-Hélène.

## Étymologie
Son nom d'espèce lui a été donné en référence au lieu de sa découverte, l'île de Sainte-Hélène.

## Publication originale
- van Helsdingen, 1977 : Fam. Linyphiidae. La faune terrestre de l'île de Sainte-Hélène IV. Annales du Musée Royal de l'Afrique Centrale, Zoologie, sér. 8, vol. 220, p. 168-183.